# Punta del Coll de Falenç
La Punta del Coll de Falenç és una muntanya de 497 metres que es troba entre els municipis de l'Albagés, Juncosa, el Soleràs i els Torms, a la comarca catalana de les Garrigues.